# Diviaky nad Nitricou
Diviaky nad Nitricou es un municipio situado en el distrito de Prievidza, en la región de Trenčín, Eslovaquia. Tiene una población estimada, a inicios de 2022, de 1779 habitantes.
Está ubicado al este de la región, cerca del río Nitra (cuenca hidrográfica del Danubio) y de la frontera con las regiones de Banská Bystrica y Žilina

## Demografía
| Año        | 1994 | 2004    | 2014    | 2024    |
| ---------- | ---- | ------- | ------- | ------- |
| Población  | 1763 | 1798    | 1761    | 1760    |
| Diferencia |      | +1,98 % | −2,05 % | −0,05 % |

| Año        | 2023 | 2024    |
| ---------- | ---- | ------- |
| Población  | 1771 | 1760    |
| Diferencia |      | −0,62 % |